# Prema
『Prema』（プレマ）は、日本のシンガーソングライター・藤井風の3作目のアルバム。2025年9月5日にHEHN RECORDS / ユニバーサルミュージック / リパブリック・レコードより発売予定。

## 概要
- 2022年にリリースされた2ndアルバム『LOVE ALL SERVE ALL』より、3年ぶりとなる3作目のスタジオ・アルバム[7]。
- 本アルバムは、自身初となる全曲英語詞によるアルバムで、先行リリースされた「Hachikō」「Love Like This」に「Casket Girl」「I Need U Back」などの新曲7曲を加えた全9曲が収録される[8]。
- アルバムタイトル「Prema」は、サンスクリット語で「愛」を意味する言葉[9]。
- リードトラック「Hachikō」は、プロデューサーのSir Nolan（英語版）と250（英語版）が、サウンドプロデューサーを務めている。Sir Nolanは、ロサンゼルス出身のプロデューサー・ソングライターで、250は、NewJeansなどのヒット曲を手がけている[10]。

## 背景

### バラエティに富んだカバー
幼い頃から、自身のYouTubeチャンネルにて、ピアノでのカバー動画を投稿していた藤井は、邦楽やJ-POPのカバーだけでなく、ビリー・ジョエル「Just the Way You Are」や、エルトン・ジョン「Your Song」といった、洋楽のカバーも行っていた。
2020年のデビュー以降も、自身のEPやアルバムにピアノ弾き語りによる洋楽カバーを収録していた。選曲も非常に幅広く、自身にとってリアルタイムではない50年以上前の作品から現行のポップ・ミュージックまで、誰もが知るスタンダードからマイナーなものまで、範囲が広い。

### 自身初の英語曲、海外進出
2022年には、映画『東京2020オリンピック SIDE:A』メインテーマとして「The sun and the moon」を書き下ろした。本楽曲は、自身初となる英語オリジナル曲であるが、現在リリースされておらず、全編英語詞によるまとまったオリジナル作品は、本アルバムが初となる。
同年には、2020年リリースの1stアルバム『HELP EVER HURT NEVER』収録曲「死ぬのがいいわ」が、タイをはじめとした多くの国でのグローバルヒットを記録し、海外リスナー数が急上昇した。本楽曲は、2023年にアメリカレコード協会（RIAA）より、ゴールド認定を受けた。
2024年5月には、北米ツアー「Fujii Kaze and the piano U.S. Tour」を開催。その後に、アメリカの大手レコード会社であるリパブリック・レコードとの契約を発表するなど、海外進出を本格化させていた。

### 海外を意識した姿勢
藤井は「最初から日本だけに限定しない届け方をできるだけやっておこう」と、幼い頃から世界を強く意識しており、SNSでも英語を駆使したグローバルなコミュニケーションを行っている。
また、アルバムの歌詞カードには「世界中のリスナーに歌詞の意味をきちんと届けたい」と、自ら訳した英語詞を載せ、英語で楽曲を解説する動画も公開するなど、常に海外を視野に入れた活動を行っていた。今後については「言葉の壁を超えて喜んでもらえるようなものを出していきたい」と語っていた。
加えて、EP『Kirari Remixes (Asia Edition)』での海外アーティストによるリミックスや「Workin' Hard」「Feelin' Go(o)d」など、DAHIやA・G・クックといった海外プロデューサーを迎えた楽曲など、海外に向けたクリエイティブ面も発揮している。

## リリース
本アルバムは、初回盤と通常盤の2形態でリリースされ、ブックレットと対訳・解説付きライナーノーツが付属する。本アルバムは、アナログレコード盤が抽選にて発売予定で、見開きジャケットにカラーLP1枚組の仕様となっている。また、全形態にシリアルナンバーが封⼊される。詳細は、後⽇発表予定。 
6月10日、藤井は自身のSNSアカウントに「Hachikō, The 1st single from my 3rd Album」というテキストとともに動画を投稿。動画には「YOU'VE BEEN PATIENTLY WAITING FOR ME」（あなたは私を辛抱強く待っていてくれた）というメッセージと、藤井が東京・渋谷のハチ公前に向かう姿が収められている。
6月13日、リードトラック「Hachikō」が先行リリースされ、ミュージックビデオが公開された。また同日、本アルバムが9月5日にリリースされる事が発表され、ジャケットと新たなアーティスト写真、および収録曲の詳細が発表された。7月26日、CDとアナログレコード盤のバックショットが公開された。
8月1日には、収録曲「Love Like This」を先行リリース。本楽曲は、リリースに先駆けて、7月4日にデンマークにて開催された「Roskilde Festival」にて初披露された。8月9日には、本楽曲のミュージックビデオのメイキング映像が、公式YouTubeチャンネルにて公開された。
| 形態       | 規格 | 規格品番  |
| ---------- | ---- | --------- |
| 初回盤     | 2CD  | UMCK-7275 |
| 通常盤     | CD   | UMCK-1798 |
| アナログ盤 | LP   | UMJK-9152 |

### Pre: Prema
初回盤には、Disc 2に前作『LOVE ALL SERVE ALL』リリース後に発表された6曲「grace」「Workin' Hard」「花」「満ちてゆく」「Feelin' Go(o)d」「真っ白」に加え、未発表曲「It's Alright」を収めた特典ディスク『Pre: Prema』（プリプレマ）とオリジナルの両面ポスターが付属する。
なお、前述の自身初となる英語オリジナル曲「The sun and the moon」や、EP『花 EP』収録の「花 (Ballad)」、EP『真っ白 EP』収録の「真っ白 (KOBY SHY Remix)」などの別バージョンやリミックス、2024年に開催されたスタジアムライブ「Fujii Kaze Stadium Live "Feelin' Good"」にて、インタールードとして披露された「CASTING CALL」などの楽曲は、未収録となっている。

## プロモーション
リードトラック「Hachikō」リリース前日の6月12日、Universal Music Thailandの公式サイトなどで、藤井が13日にタイを訪問する旨の告知が行われた。そして、リリース当日の6月13日、タイのパラゴン・パークにてリスニングセッションを開催し「Hachikō」や「死ぬのがいいわ」「まつり」「満ちてゆく」などを披露した。
6月16日発売の音楽雑誌『MUSICA』7月号では、自身2度目となる表紙巻頭特集を担当。2022年の2ndアルバム『LOVE ALL SERVE ALL』リリースから、本アルバムリリースまでの3年間を網羅した、総計80,000字・全62ページのロングインタビューが収録された。
ファッション業界専門誌『WWD JAPAN』8月4日号では「Hachikō」および、2024年8月に開催されたスタジアムライブ「Fujii Kaze Stadium Live "Feelin' Good"」にて着用された藤井の衣装が特集されている。スタイリストによる衣装制作のプロセスを軸に、ミュージックビデオの監督を務めたMESSや、ライブ演出を担当した映像作家・山田健人によるコメントが掲載されている。
7月・8月には、デンマークでの「Roskilde Festival」、オランダでの「NN North Sea Jazz Festival 2025」や、シカゴでの「ロラパルーザ・シカゴ」、サンフランシスコでの「アウトサイド・ランズ2025」といった海外の音楽フェスに出演したほか、自身初となるヨーロッパツアーと北米ツアーを開催。10月には、テキサスでの「Austin City Limits Music Festival 2025」に出演予定。

## 制作

### アルバム制作
2022年3月、2ndアルバム『LOVE ALL SERVE ALL』リリース後、Sir NolanとTobias Jesso Jr.とのコライトセッションが、ロサンゼルスにて行われた。自身初の海外でのコライトセッションとなった本セッションは、英語詞のアルバムを制作する目的ではなかったというが、セッションでは、数曲のトラックが制作されたという。
2024年10月に放送されたNHK MUSIC SPECIAL『藤井 風 ～登れ、世界へ～』（NHK総合）では、自身初となる全曲英語詞のスタジオ・アルバムを制作中であることが明かされた。その際「自分が今まで聴いてきたような英語の曲たちに劣るようではダメ」と、幼い頃から親しんだ洋楽に並び立つ覚悟を示した。
藤井の作曲スタイルは、ピアノを弾き、そこからメロディを紡ぎ出していく「メロディに呼ばれる言葉を探す」というものである。しかし、番組内では、アルバム制作は難航しており、行き詰まっている様子を見せた。制作時には「27歳のうちに3枚目のアルバムを届けたい」「誕生日（6月14日）までにリリースする」という目標が立てられていたが、プロモーションなどの様々な観点から、9月5日にリリースされることとなった。
2025年5月には、3作目のアルバムの完成を報告するコメント動画を自身のInstagramとYouTubeチャンネルに投稿。英語で「藤井風の3rdアルバムはもう完成している」「でももう少し待たねばなりません」と述べた。
以下、Instagramに投稿されたコメント。
Fujii Kaze 3rd album, a.k.a. FK3 is finished. It is actually finished, like a few weeks ago. And I want you to hear it right now!
But, for various reasons, we'll have to wait a little longer. It's gonna take a little longer than I originally had hoped...
Yeah, I was a bit confused at first, but, it's okay. Life is gonna be okay.
Trust process and be happy. Yeah, thank you so much for your patience and love for always.
I love you so much. See you soon.
（藤井風の3rdアルバム（a.k.a. FK3）もう完成してます。もう実は完成していて、数週間前とかに。みんなに聴いてほしいです、今すぐに！
でも、色んな理由で、もう少し長く待つことになりそう。最初に僕が望んでいたよりも長く…
ええ、最初は少し混乱したけど、まぁいいでしょう。人生はきっと大丈夫です。
プロセスを信じて幸せでいましょう。あなたの忍耐と愛にありがとう。いつも。

愛してます。またね。）
以下、YouTubeチャンネルに投稿されたコメント。
Fujii Kaze 3rd album is finished!
But sadly, we have to wait a little longer.
Can we be patient?
（藤井風 3rdアルバム できました
でも悲しいことにもう少し待たねばなりません

俺たちは待てますか？）
同月22日にロームシアター京都にて開催された「MUSIC AWARDS JAPAN 2025」レッドカーペットイベントにて、3rdアルバムについて質問された際には「出来てるんですけど、なかなか出せない感じになってて」「でも多分もうすぐです、間違いない」と返答した。

### 楽曲制作
6月18日には、ベースのKOBY SHYとプロデューサーの250との「Hachikō」の制作風景を自身のInstagramに、ベース・KOBY SHYが「Hachikō」を演奏する動画をYouTubeチャンネルで公開。「Did u hear THAT BASS in Hachikō??（「Hachikō」のあのベース、聴いた？？）」「But you CANNOT underestimate the musicianship in this track（この曲の音楽性を見くびってはいけない）」とコメントした。
同月30日には、自身のInstagramを更新し、誕生日に寄せられたファンからの祝福への感謝とともに「誕生日を延期することにした」「3枚目のアルバムが出るまでは、27歳のままでいようと思っている」と、冗談を交えつつ、本アルバムには「27年間のすべてが詰まっている」と、27歳へのこだわりがあるとし、改めて「アルバムをシェアするのが待ちきれない」と、リリースを待ち遠しく思う気持ちを綴った。
I decided to postpone my birthday this year!
Until my 3rd album is out, i'll keep on being 27!
Cuz this album is screaming the whole 27 years of my life!
Literally I can't wait to share this album with all of u!
（今年は誕生日を延期することにしました！
3枚目のアルバムが出るまでは、27歳のままでいようと思ってます！
だってこのアルバムには、27年間のすべてが詰まっているんだ！

ほんとに、みんなとこのアルバムをシェアするのが待ちきれない！）
リードトラック「Hachikō」の制作に関して、藤井は以下のように語っている。
きっかけはちょっとした遊び心だった。
2022年4月、LAでのコライトセッションの際、Tobias Jesso, Jrが、日本語の入った曲をやってみないかと提案してきたんだ。
彼「渋谷にいるあの犬の名前って何だっけ？」
僕「え…ハチ公？」て感じで。
そしてプロデューサーのSir Nolanはその場でビートを作った。
数年後、曲を完成させたくて映画『ハチ公物語』を観たんだ。
その後すぐに降りてきたメロディーと歌詞をビートに合わせて歌ってみた。
ビートから曲を作ったことはなかったので、まったく新しい経験だったよ。
最終的に、プロデューサーの250（イオゴン）と一緒にさらに磨きをかけていった。
忠犬ハチ公は、亡くなった飼い主を10年間待ち続け、ようやく天国で会うことができた。

この曲は忠誠心に対する尊敬の念が込められているし、それは僕の3rdアルバムを辛抱強く待ってくれているファンのことのようでもある！笑
8月7日には、収録曲「Love Like This」を、キーボードで弾き語りを行う動画を自身のInstagramにて公開した。

## 音楽性
Hachikō
Love Like This
シンセサイザーやドラムマシーンといった電子楽器が特徴的な、70年代後半から80年代のソウル、R&Bやシティポップなどの音楽の要素が全面に表れた楽曲。イントロのノスタルジックに響き渡るエレクトリックピアノは、温かく柔らかい印象を与え、楽曲は軽快なミドルテンポで進んでいく。ベースは、装飾を削ぎ落したシンプルなものとなっている。多重録音されたコーラスは、天上の幸福な世界を幻出させるかのような響きをもつ。また、藤井の優しく語りかけるような歌い方も印象的である。
本楽曲は、藤井の楽曲では珍しいラブソングである。〈I'll never find another love like this（こんな愛はもう二度と見つからない）〉などの、ストレートな愛溢れるフレーズが並ぶ。一方で〈divinity（神性）〉〈paradise（楽園）〉〈soul（魂）〉〈heaven（天国）〉などの言葉が使われており、神聖な愛、高次の存在や神がもたらす愛が表現されている。
また、西洋的な宗教観の神聖な愛が歌われる一方で〈I've been suffering in this tiring crazy world like I'm drowning（このうんざりする狂った世界で私は苦しみ、溺れているかのようだった）〉〈There's no way to escape I thought but（逃げ道はないと思っていたけれど）〉などで、一切皆苦的な世界観（仏教における、現世で生きることの苦しみ）も対比的に表現されており、藤井らしい観点で描かれた、西洋的な宗教観と仏教的な世界観が一体化したような世界観が滲み出ている。
本楽曲に関して、藤井は以下のようにコメントしている。
What is the purest form of love? And the supreme bliss it brings? I guess I don't know it yet, but in this song, I pretended I did.
（最も純粋な愛の形とは？そしてそれがもたらす至高の喜びとは？私はまだ知らないと思うが、この曲の中で知ったフリをしてみたのだ。）

## ミュージックビデオ
本アルバムからは、リードトラック「Hachikō」と先行リリースされた「Love Like This」の2曲のミュージックビデオが制作された。ミュージックビデオはそれぞれ、楽曲の先行リリースに合わせて公開された。
Hachikō
Love Like This
現代のヨーロッパを舞台としたラブストーリー仕立てのミュージックビデオで、異国情緒あふれる映像が、爽やかな曲調の楽曲と重なり、まるで1本の短編映画のような作品となっている。美しい海と街並みが広がるなかで、藤井演じる男性と、フランスの俳優のロラ・マリア・フォルジョー演じる女性・グレースとの物語が繰り広げられる。8月9日には、ミュージックビデオのメイキング映像が公開された。
自身初のラブストーリーに挑戦したという、本楽曲のミュージックビデオに関して、藤井は以下のようにコメントしている。
This song is about finding the highest, the purest love inside, not from outside, because outside world can be very tiring and crazy.
（この曲は外側ではなく、自分の内側にある気高く、純粋な愛を見つけることについて歌っています。なぜなら、外側の世界はとても疲れるし、狂気じみていることもあるからです。）
I wanted to be nostalgic and romantic, but at the same time I wanted to be kind of toxic and materialistic to create a contrast between the song and the video.

（ノスタルジックとロマンティックな世界を表現したかったんですが、それと同時に毒々しく物質主義的な存在として、曲とビデオの対比を強調したかったんです。）

## 評価

### アルバムの評価
- ライター・萩原梓は、日本のアーティストの海外進出の代表として、宇多田ヒカルによるUtada名義での活動を参照した上で「当時とは時代も状況も異なる上に、元々ニューヨークで生まれた彼女（宇多田）とは意味合いも変わってくる」と述べ、本アルバムを「色々な意味で新たな挑戦に踏み出した作品」と評した[14]。

### 収録曲の評価
- Real Soundの石井恵梨子は、収録曲「Love Like This」を「シンプルながらも美しいハーモニーで魅了するソウル風のポップスは、80'sヒットソングのよう」「いつどこで聴いてもリスナーの琴線をくすぐり、もう帰ってこない『あの日々』を優しく思い出させる」と評価した。また、本楽曲のミュージックビデオには「ラブストーリー仕立ての内容は短編映画のごとし。曲調や歌詞によってキャラや表情をどこまでも変えていける藤井 風は、ミュージシャンとしてはもちろん、俳優としても相当な逸材だ」とコメントしている[54]。
- Mikikiの天野龍太郎は、収録曲「Love Like This」を、藤井の敬愛するアーティストである、スティーヴィー・ワンダーやマイケル・ジャクソンの楽曲を参照した上で評価している。また、歌詞は、聴き方によってさまざまな解釈が可能であると指摘し「どこの誰がどのように聴いても感動するポイントをいくつも持っており、とてもユニバーサルな魅力がある」「藤井 風にしか書けない曲」と評した[50]。

## 収録内容
| #         | タイトル           | 作詞                   | 作曲                         | プロデュース   | 時間  |
| --------- | ------------------ | ---------------------- | ---------------------------- | -------------- | ----- |
| 1.        | 「Casket Girl」    |                        |                              |                | 4:05  |
| 2.        | 「I Need U Back」  |                        |                              |                | 3:06  |
| 3.        | 「Hachikō」        | Fujii Kaze             | Fujii Kaze, Tobias Jesso Jr. | Sir Nolan, 250 | 4:30  |
| 4.        | 「Love Like This」 | Fujii Kaze, Shy Carter | Fujii Kaze                   | 250            | 4:20  |
| 5.        | 「Prema」          |                        |                              |                | 4:22  |
| 6.        | 「It Ain't Over」  |                        |                              |                | 4:59  |
| 7.        | 「You」            |                        |                              |                | 4:41  |
| 8.        | 「Okay, Goodbye」  |                        |                              |                | 3:50  |
| 9.        | 「Forever Young」  |                        |                              |                | 5:53  |
| 合計時間: | 合計時間:          | 合計時間:              | 合計時間:                    | 合計時間:      | 39:46 |

| #  | タイトル                                    | 作詞・作曲 | プロデュース | 時間 |
| -- | ------------------------------------------- | ---------- | ------------ | ---- |
| 1. | 「grace」                                   | Fujii Kaze | Yaffle       | 4:50 |
| 2. | 「Feelin' Go(o)d」                          | Fujii Kaze | A・G・クック | 4:19 |
| 3. | 「Workin' Hard」                            | Fujii Kaze | DAHI         | 3:59 |
| 4. | 「It's Alright」                            |            |              |      |
| 5. | 「花」(Hana (flower))                       | Fujii Kaze | A・G・クック | 4:07 |
| 6. | 「満ちてゆく」(Michi Teyu Ku (Overflowing)) | Fujii Kaze | Yaffle       | 5:11 |
| 7. | 「真っ白」(masshiro (pure white))           | Fujii Kaze |              | 4:54 |

## クレジット

### レコーディング
Hachikō
- 藤井風 : Vocals
- Alexander Sowinski : Drums
- KOBY SHY : Bass
- Masahito Komori : Mixing Engineer
- Daishi Iiba : Recording Engineer
- Yusaku Watanabe (birdie house) : Assistant Engineer
- Randy Merrill : Mastering Engineer

Love Like This
- 藤井風 : Vocals, Keyboard
- DURAN : Guitar
- Shy Carter : Background Vocals
- Masahito Komori : Recording Engineer, Mixing Engineer
- Daishi Iiba : Recording Engineer
- Ryuma Annaka : Recording Engineer
- Randy Merrill : Mastering Engineer

### ミュージックビデオのクレジット
Hachikō
Love Like This
- Director : Aerin Moreno
- Director of Photography : Russ Fraser
- Production Company : CASINO
- Founder / Producer : Chris Murdoch
- Exec Producer/ MV Rep UK : Alexa Haywood
- Production Manager : Nellie Heron-Anstead
- Stylist : Matthew Josephs
- Stylist's Assistant : Eden Lovesee Clark
- Hair Stylist : Pablo Kuemin
- Makeup Artist : Holly Silius
- Editor : Aerin Moreno
- Colourist : Nick Metcalf
- Colour Producer : Lucy Gatanis
- Post House : Rare Medium
- Sound Design : Christian Stropko
- Service Production France : Transfuges
- Producer : Romuald Sintes
- Line Producer : Marie Brillant
- Production Coordinator : Jade Coutellier Mortreuil
- Accountant : Emmanuel Besson
- Scout : Stéphane Defolie
- 1st Assistant Director : Marie Chêne
- 2nd Assistant Director : Blandine Marmigere
- 3rd Assistant Director : Antoine Minvielle
- Location Manager : Arnaud Duterque
- 1st Ass Location & Unit Manager : Etienne Olchewsky
- Unit Manager Assistant : Flavio Carameli, Marius Gyomard, Marc Toinet, Clément David, Didier Dussere
- 1st Assistant Camera : Mauro Calanca
- 2nd Assistant Camera : Cyprien Poyet
- Video Assistant : Romain Ballivet
- Underwater Operator : Aurélien Le Calvez
- Additional 2nd Assistant Camera : Cyprien Jeancolas
- BTS : Joost Beyer
- Gaffer : Sergio Pulido
- Best Boy : Louis Trimaille
- Electrician : Antonin Perez, Quentin Borgogno
- Production Designer : Thibaut Ceasar
- Production Designer Assistant : Colette Youinou
- Prop Assistant : Joris maiotti
- Make up Artist (Secondary Characters) : Camille Gallician
- Make up Artist Assistant : Manon Crisologo
- Stylist Assistant : Melina Weiss
- Driver UK/US Team : David Arnaudo
- Driver HMC Team : Vassillis Bouyoukas
- Driver Artist : Milan Lecoubet
- Driver Artist Team : Enzo Sikora
- Camera Eq : Panavision Marseille
- Underwater housing Eq : Subfocal
- Lab : Transperfect
- Lighting Eq : TSF
- Grip Eq : Cinesyl
- Production Design Eq : Cabriolet
- Vehicles : Olympic Location
- Casting Director : Sophia Benkirane
- Lead Actress : Lola Forgeau
- Kaze's Gang : Joevan Sehans, Jero Yang, Romeo De Lacour, Shan Le Gac, Lenny Bonsu Rival Gang :  Frederic Sam, Glenn MBA, Dimitri Stampfer, Francis Muth, Alexis Jaulnes
- Background Artists : Jennifer Crotta, Martine Rossi, Bruno Duval, Mathilde Chalaye, Caroline Fostinelli, Lucien Lerda, Jean Vincentelli, Philippe Deschoux, Martine Guzman, Gregorio Guzman